# Конфедерація свободи й незалежності
Конфедерація свободи й незалежності (пол. Konfederacja Wolność i Niepodległość), також відома як Конфедерація (пол. Konfederacja) — польська коаліція крайнього правого, правопопулістського , євроскептичного, проросійського, антинімецького та українофобського характеру, утворена перед виборами до Європарламенту 2019 року. Окремі депутати від коаліції влаштовували антисемітські перформанси. В 2024 році на тлі передвиборчої гонки серед представників цієї партії збільшилась кількість антиукраїнських висловів, розпалюючих міжнаціональну ворожнечу на території Польщі, між іншим вони вимагали скасування соціальних виплат на неповнолітніх дітей для громадян України 800+, припинення видачі дозволів на постійне проживання та польського громадянства для українців, повної полонізації українських дітей, що навчаються у Польщі тощо. Активізація політиків у соцмережах X та Facebook призвела до активізації антиукраїнських настроїв в суспільстві, за даними рапорту: Антиукраїнська пропаганда в 2024 році в топі серед авторів один з засновників Конфедерації Гжегож Браун.
«Конфедерація» утворена внаслідок об'єднання політичних партій KORWiN, Національний рух Польщі, Конфедерація польської корони та організації Союз християнських родин.

## Історія
На початку коаліція була відома як Пропольська коаліція, і вона була сформована для виборів до Європарламенту, 27 лютого 2019 року офіційною назвою було оголошено Konfederacja KORWiN Braun Liroy Narodowcy(пол.).
Конфедерація не змогла отримати жодного місця на європейських виборах, набравши лише 4,55% голосів, що не перевищило поріг 5%, хоча початкові результати екзит-полів давали їм місця в Європейському парламенті.
Перед парламентськими виборами, що відбулись 13 жовтня 2019 року, назву змінено на «Конфедерація свободи і незалежності», на них Конфедерація набрала 6,81% голосів та отримала представництво 11 депутатів. Більшу частину своєї підтримки партія отримала у південно-східній та північній частинах Польщі. 
У переддень польських президентських виборів 2020 року, було оголошено, що партія організовуватиме президентські праймеріз в американському стилі.
Переможцем президентських праймеріз став Кшиштоф Босак, ставши таким чином кандидатом від Конфедерації на президентських виборах 2020 року. Під час першого туру виборів Босак набрав 1 317 380 голосів, що становило 6,78%, і став четвертим серед одинадцяти кандидатів.
8 березня 2022 року троє членів партії Нова Надія вишли з її складу і створили власну партію – «Лібертаріанці».
10 лютого 2023 року лідер «Лібертаріанців» Артур Дзямбор був виключений із «Конфедерації». Через три дня депутати Сейму від «Лібертаріанців» вишли з фракції «Конфедерації» и зробили власну парламентську фракцію.
14 лютого 2023 співголовами Ради лідерів партії були вибрані Славомір Менцен від «Нової Надії» та Кшиштоф Босак від Національного руху.
31 березня 2023 до Конфедерації приєднався «Рух за справжню європу» Мирослава Петровського.
13 листопада 2023 голова фракції Кшиштоф Босак став віце-маршалом Сейму Республіки Польща.
Кандидатом на президентських виборах 2025 року від "Конфедерації" спочатку був заявлений Славомір Менцен, однак за кілька днів про свою участь у виборчій кампанії заявив Гжеґож Браун, що викликало скандал всередені партії. 
16 січня 2025 року керівництво коаліції зробило подання про притягнення Гжеґожа Брауна до партійного суду і виключення його зі складу "Конфедерації" за сепаратну участь у президентських виборах в якості кандидата.

## Підтримка
Під час парламентських виборів у Польщі 2019 року близько 20% усіх молодих виборців у віці до 30 років підтримали цю коаліцію, приблизно дві третини її виборців були чоловіками, а більше трьох п'ятих проживали в менших містах та селах.

## Зовнішня політика
3 листопада 2023 року Кшиштоф Босак та Рафал Меклер на прес-конференції у Сеймі заявили, що коаліція «Конфедерація свободи й незалежності» підтримує акцію з блокування перевізниками кордону з Україною, що має розпочатися 6 листопада.

### Антисемітська акція  депутата від Конфедерації Гжеґожа Брауна в польському сеймі
12 грудня 2023 року депутат сейму від Конфедерації  свободи і незалежності Гжеґож Браун загасив порошковим вогнегасником свічки на святковій ханукальній менорі. За це Брауна було відсторонено від участі в засіданні, також на нього було складно позов до суду за порушення релігійних обрядів.

### Зняття українського прапора з кургану Костюшка
4 червня 2024 року кандидат у депутати Європарламенту Гжеґож Браун зняв український прапор з однієї із щогл на кургані Костюшка у Кракові, який був вивішений на знак солідарності із народом України в його боротьбі проти російської агресії.
5 червня 2024 року прапор України було повернено на місце .

#### Провокація у Львові
25 лютого 2025 року кандидат у президенти Польщі на травневих виборах Славомір Менцен відвідує Львів у супроводі партійної колеги внесеної до бази "Миротворець" Анни Брилки. Під час візиту записує провокаційне відео на тлі пам'ятника С. Бандери та публікує у мережі X під назвою: "Українці далі шанують вбивць 100 тис. поляків!", що спровокувало реакцію мера Львова Андрія Садового та акцію протесту українських активістів під стінами польського консульства у Львові. Мер Львова заявив про необхідність перевірки легальності перетину кордону посилаючись на те, що має інформацію, що пану Менцену заборонений в'їзд на територію України.

### Поточні партії
| Назва | Назва                         | Ідеологія                                      | Погляд                     | Лідер           | Депутати Сейму | Сенатори | Депутати Європарламенту | Вступ до коаліції |
| ----- | ----------------------------- | ---------------------------------------------- | -------------------------- | --------------- | -------------- | -------- | ----------------------- | ----------------- |
|       | Нова Надія                    | Консервативний лібералізм, Laissez-faire       | від правих до ультраправих | Славомір Менцен | 8 / 460        | 0 / 100  | 3 / 51                  | 6 грудня 2018     |
|       | Національний рух              | Польський націоналізм, Національний католицизм | ультраправі                | Кшиштоф Босак   | 7 / 460        | 0 / 100  | 2 / 51                  | 6 грудня 2018     |
|       | Конфедерація Корони Польської | Монархізм, Традиціоналізм                      | ультраправі                | Гжегож Браун    | 3 / 460        | 0 / 100  | 1 / 51                  | 7 січня 2019      |

## Результати виборів

### Вибори до Європейського парламенту
| Рік  | Голоси  | %    | Місце | Мандати |
| ---- | ------- | ---- | ----- | ------- |
| 2019 | 621 188 | 4,55 | 4/9   | 0/51    |

### Парламентські вибори
| Рік  | Голоси    | %    | Місце | Мандати | % Мандатів |
| ---- | --------- | ---- | ----- | ------- | ---------- |
| 2019 | 1 256 953 | 6,81 | 5/10  | 11/460  | 2,39       |

### Президентські вибори
| Рік  | Кандидат      | Голоси    | %    | Місце |
| ---- | ------------- | --------- | ---- | ----- |
| 2020 | Кшиштоф Босак | 1 317 380 | 6,78 | 4/11  |